# Gears of War 4
Gears of War 4 est un jeu de tir à la troisième personne développé par The Coalition et édité par Microsoft Studios, sorti le 11 octobre 2016 sur Xbox One et Microsoft Windows. C'est le cinquième opus de la franchise Gears of War.
Le jeu se déroule 25 ans après Gears of War 3. Le joueur incarnera James Dominic "JD" Fenix, . Il sera accompagné de Delmont "Del" Walker et de Kait Diaz. L'histoire commence 6 mois après que James & Del ont déserté la CGU, lorsqu'ils sont sur le point d'attaquer une ville en construction de la CGU (tenue par des robots) avec l'aide de Kait et de son oncle Oscar.

## Histoire
25 ans après la Guerre Locuste, la Coalition des Gouvernements Unis s'est relevée sous l'égide de la Première Ministre Mina Jinn et une nouvelle génération de héros, tels James Dominic "JD" Fénix, fils de Marcus Fenix & d'Anya Stroud. Dans ce but, la CGU a construit des colonies un peu partout sur Serra, grâce à la robotisation, et a lancé un programme de repeuplement. Cependant, une partie de la population s'est montrée récalcitrante à l'autorité de la CGU et a préféré s'établir en dehors de son influence, formant plusieurs factions de Parias. Toutefois, manquant de l'infrastructure nécessaire pour être autonomes, ces Parias conduisirent de petits raids sur les colonies pour s'approvisionner, jusqu'au jour où, à la Colonie N°2, le raid dégénéra en bataille rangée qui approfondit le fossé entre Parias et CGU. Cet incident conduisit JD Fénix et son ami Delmont "Del" Walker à quitter la CGU pour rejoindre les Parias.
Le jeu commence six mois après l'incident de la Colonie N°2. Alors que la Première Ministre Jinn dirige les commémorations de la Guerre Locuste et des Guerres Pendulaires, JD et Del, accompagné de Kait Diaz et de son oncle Oscar, lancent un raid sur la Colonie N°5 pour trouver un générateur. Toutefois, ils se font repérer par les forces de sécurités robotisées, et en tentant de ramener un générateur, se retrouvent face à face avec la Première Ministre via un robot de communication. À la grande surprise des Parias, elle les accuse de kidnapper son peuple et exige la libération des otages. Les Parias parviennent à s'enfuir et à rejoindre leur base de Fort Umson; toutefois, Jinn les poursuit et attaque le site. Les Parias remportent la bataille, mais alors qu'ils célèbrent la victoire, ils sont attaqués et enlevés par un ennemi inconnu, à l'exception de JD, Del et Kait. Ces derniers vont voir le seul homme pouvant les aider: Marcus Fenix.